# 正反轉錄病毒亞科
正反轉錄病毒亞科（学名：Orthoretrovirinae）又名正逆轉錄病毒亞科，为反轉錄病毒科的亚科，是一类单链RNA反转录病毒。

## 分类
本亚科包含6个属：
- α反轉錄病毒屬 Alpharetrovirus
- β反轉錄病毒屬 Betaretrovirus
- γ反轉錄病毒屬 Gammaretrovirus
- δ反轉錄病毒屬 Deltaretrovirus
- ε反轉錄病毒屬 Epsilonretrovirus
- 慢病毒屬(Lentivirus)慢(反轉錄)病毒屬;豆狀反錄病毒

代表種:人類免疫缺陷病毒1; HIV-1(Human immunodeficiency virus 1; HIV-1)

## 外部連結
- 微生物免疫學-Retroviridae(反轉錄病毒科) （页面存档备份，存于）